# Stegiacantha petaloides
Stegiacantha petaloides är en svampart som först beskrevs av Lloyd, och fick sitt nu gällande namn av Rudolf Arnold Maas Geesteranus 1966. Stegiacantha petaloides ingår i släktet Stegiacantha och familjen Meruliaceae.   Inga underarter finns listade i Catalogue of Life.